# Pataecus fronto
Pataecus fronto är en fiskart som beskrevs av Richardson, 1844. Pataecus fronto ingår i släktet Pataecus och familjen Pataecidae. Inga underarter finns listade i Catalogue of Life.